# Allá lejos
Allá lejos (en francés: Là-bas) es una novela del escritor francés Joris-Karl Huysmans publicada por primera vez en 1891. Es la segunda obra más famosa del autor, después de A contrapelo, y es recordada por ser el último libro que escribió Huysmans antes de convertirse al catolicismo. Allá lejos trata sobre el tema del satanismo en la Francia contemporánea, por lo que generó cierta controversia al momento de su publicación. También es el primer libro de Huysmans en el que aparece el personaje Durtal, una representación del propio autor, quien se convertiría en el protagonista de sus novelas posteriores.
Allá lejos apareció por primera vez en forma de entregas con el diario L'Écho de Paris, siendo su primera aparición el 15 de febrero de 1891. En abril del mismo año apareció completo en forma de libro con la editorial Tresse et Stock. Muchos de los lectores conservadores de L'Écho de Paris quedaron sorprendidos ante el tema que trataba la novela y pidieron al editor que detuviera la serialización, pero este los ignoró. La venta del libro fue prohibida en las estaciones de tren.

## Argumento
La novela narra la historia de Durtal, un novelista fracasado que está hastiado de la vulgaridad y del vacío del mundo moderno. Busca consuelo en el estudio de la Edad Media y comienza a investigar sobre la vida del notorio asesino violador de niños del siglo XV, Gilles de Rais. Gracias a sus contactos en París, Durtal descubre que el satanismo no es solo una cosa del pasado, sino que aun sigue vivo en la Francia moderna. Entonces se embarca en una larga investigación sobre este oculto submundo con ayuda de su amante, Madame Chantelouve. La novela culmina con la descripción de una misa negra.

## Traducciones
La obra ha tenido diferentes traducciones; en español, se publicó en 1986 con traducción de Germán Gómez de la Mata y prólogo de Luis Antonio de Villena. El prologuista apunta a un posible origen del título: un poema de Stephane Mallarme, admirado por Huysmans: 
- Brisa marina (escrito en 1865)

La carne es triste ¡ay!,

y ya leí todos los libros.

¡Huir! Allá lejos huir!.

Se trata, añade el autor del prólogo, de huir, de escapar (hacia un casi imposible allá lejos) del tedio.
La novela cuenta también con dos traducciones más recientes:
• Allá abajo. Trad. de Joaquín Regot. España. Editorial Montesinos, 2001. ISBN 9788495776051
• Allá lejos. Trad., prólogo y notas de Guillermo López Gallego. Madrid. Valdemar, 2002 (Col. "Planeta maldito"). Reedición en Col. "El Club Diógenes", 2015. ISBN 9788477028079